# Cesar Chavez (Film)
Cesar Chavez ist ein Film von Diego Luna aus dem Jahr 2014 mit Michael Peña und John Malkovich in den Hauptrollen. Der Film zeigt den Kampf von César Chávez, der, zusammen mit der Gewerkschaft United Farm Workers, für faire Arbeitsbedingungen in der kalifornischen Landwirtschaft der 1960er Jahre kämpft.

## Handlung
Die Arbeitsbedingungen der mexikanischen und philippinischen Landarbeiter auf den kalifornischen Feldern sind katastrophal. Der Aktivist César Chávez schleust sich unter die Feldarbeiter und baut eine Gewerkschaft auf. Die weißen Farmer scheinen Polizei und Richter auf ihrer Seite zu haben. Durch einen richterlichen Beschluss wird den Arbeitern sogar verboten, das Wort huelga (span.: Streik) zu verwenden. Die Frau von César widersetzt sich und wird dafür inhaftiert. Nachdem Mitglieder der Gewerkschaft auch Gewalt anwenden, geht Chávez in einen mehrwöchigen Hungerstreik. Der von der Gewerkschaft ausgerufene Boykott von kalifornischen Trauben trifft die Farmer empfindlich. Nachdem die Farmer versuchen, ihre Trauben in Europa abzusetzen, reist Chávez nach Europa. Sein Boykott-Aufruf wird auch dort zum Erfolg. Nach insgesamt fünf Jahren Arbeitskampf lenken die Farmer schließlich ein.

## Festivals
Der Film war Beitrag auf der Berlinale 2014.